# Juegos Mundiales de Educación
Juegos Mundiales de Educación o World Education Games es un evento global en línea para todas las escuelas y estudiantes de todo el mundo y se lleva a cabo semestralmente durante el mes de octubre. Es el formato ampliado de lo que alguna vez se conoció como el Día Mundial de las Matemáticas, pero ahora incluye también el Día Mundial de la Alfabetización y el Día Mundial de la Ciencia. Está organizado por 3PLearning y patrocinado por Microsoft, UNICEF, 3P Learning y MACQUARIE. El Día Mundial de las Matemáticas ostenta el 'Récord Mundial Guinness' por la competencia de matemáticas en línea más grande en 2010. Su embajador global es 'Scott Flansburg', también conocido como la Calculadora Humana.
Su inicio con el formato ampliado fue en 2012 cuando compitieron entre sí 5.960.862 estudiantes de 240 países y territorios de todo el mundo. En 2013, se celebró del 5 al 7 de marzo.
Los Juegos Mundiales de Educación se llevaron a cabo del 13 al 15 de octubre de 2015, donde se unieron más de 6 millones de estudiantes de todo el mundo procedentes de más de 20.000 escuelas en 159 países y recaudaron más de 100.000 dólares que ayudaron a enviar a 33.000 estudiantes a la escuela.

## Historia
Los Juegos Mundiales de Educación son un importante evento educativo gratuito en línea, organizado por el proveedor global de aprendizaje electrónico 3P Learning (creadores de plataformas de aprendizaje electrónico basadas en suscripción diseñadas principalmente para escuelas, como Mathletics, Spellodrome e IntoScience).
Los Juegos Mundiales de Educación tuvieron sus orígenes puramente como un evento basado en las matemáticas, entonces conocido como Día Mundial de las Matemáticas en 2007. El evento fue impulsado por el recurso de aprendizaje en línea emblemático de 3P Learning, Mathletics.
En 2011, el evento se amplió para incluir un segundo tema (Día Mundial de la Ortografía, rebautizado como Día Mundial de la Alfabetización en 2013), seguido un año más tarde por un tercer tema (Día Mundial de la Ciencia) y en ese momento el evento adquirió el nombre y la marca de los Juegos Mundiales de Educación.
Desde 2012 Los Juegos Mundiales de la Educación colaboran con UNICEF en el marco de un programa llamado "Escuela en una caja" que apoya el desarrollo de la educación en regiones afectadas por diversos desastres y pobreza.